# Traugott von Sauberzweig
Traugott Martin von Sauberzweig (Greiffenberg, 28 d'octubre de 1863 - Kassel, 14 d'abril de 1920) era un Generalleutnant (tinent general) prussià que va servir en el front oriental i occidental en l'exèrcit alemany durant la Primera Guerra Mundial.
En 1915 era governador militar de Brussel·les durant els dies de l'execució d'Edith Cavell i, en relació amb aquesta tragèdia, el seu nom va ser ben conegut. El cas Cavell va ser la raó per la qual von Sauberzweig va ser destituït del seu càrrec. Entre els que van haver de patir la seva posterior còlera va estar Herbert Hoover i la seva Commission for Relief in Belgium (CRB), on von Sauberzweig va estar a prop d'interrompre els serveis d'aquesta organització.
Va exercir com a cap de personal en el 8è Exèrcit en Ucraïna en 1916 i va ser guardonat amb la Pour le Mérite el 6 de setembre de 1917.

## Graus militars i comandaments (abans de la Primera Guerra Mundial)
- 02.1883 - Leutnant
- 04.1911 - III. Armeekorps - Berlin (cap de personal de von Bülow)
- 04.1913 - Regiment de Granaders Prinz Karl von Preußen (2. Brandenburgisches) n. 12 - Frankfurt an der Oder (Cdr)
- 02.1914 - XI. Armeekorps - Kassel (cap de personal de von Plüskow)

## Graus militars i comandaments (durant la Primera Guerra Mundial)
- 08.1914 - XI. Armeekorps = 3r Exèrcit (von Plüskow's Chief of Staff)
- 07.1915 - III. Reserve-Korps (cap de personal de von Karlowitz)
- 11.1916 - 8è Exèrcit (cap de personal de von Mudra)
- 07.1917 - Heeresgruppe Eichhorn - Wilna (cap de personal de von Eichhorn)
- 09.1917 - 10è Exèrcit (cap de personal de von Eichhorn)
- 07.1918 - Generalleutnant
- 11.1918 - Heeresgruppe Gallwitz - Verdun (cap de personal de von Gallwitz)
- 12.1918 - 38a Divisió d'Infanteria (Commander)[4]